# Michel Seiler
Michel Seiler (* 14. April 1949;  heimatberechtigt in Madiswil) ist ein Schweizer Politiker (parteilos).

## Leben
Michel Seiler ist der Sohn von Robert Seiler und Ruth Schwab, die 1953 gemeinsam die anthroposophische Schul- und Heimgemeinschaft Schlössli Ins gründeten, wo Seiler aufwuchs. Er machte eine Ausbildung zum Bauschreiner und übernahm 1972 nach der Übergabe des Schlössli Ins an seinen Bruder Ueli Seiler das 1970 gegründete Kinder- und Jugendheim Vordere Stärenegg in Trubschachen. Beide Institutionen blieben über die Familie Seiler eng verbunden und orientierten sich an ähnlichen pädagogischen Grundsätzen, waren aber formal unabhängig voneinander. Nach verschiedenen Erweiterungen besteht der Berghof Stärenegg aus fünf nahe zueinander gelegenen kleinen und mittleren Bauernbetrieben und einer kleinen Schule in Trubschachen. Weitere dreizehn Partnerhöfe in der Schweiz und acht Höfe im europäischen Ausland sind eng mit dem Heim verbunden. Michel Seiler lebt in Trubschachen.

## Politik
Seiler war von 2006 bis zu seinem Rücktritt 2012 Gemeindepräsident von Trubschachen.
2014 wurde Seiler in den Grossen Rat des Kantons Bern gewählt, wo er bis 2015 Ersatzmitglied der Gesundheits- und Sozialkommission war. Von 2017 bis 2021 gehörte er den Stimmenzählerinnen und Stimmenzählern des Grossen Rates an.
Anfang 2021 verliess er die Grüne Partei aus Protest, weil diese einem neuen Gesetz für Kinder mit besonderem Förder- und Schutzbedarf zustimmte, das sich für Projekte wie den Berghof Stärenegg finanziell sehr nachteilig auswirken würde. Mit dem Ende der Legislatur 2022 schied Seiler aus dem Grossen Rat aus.
Er ist Vizepräsident des Stiftungsrates der Stiftung Seiler in Ins, Stiftungsratspräsident der Stiftung Stärenegg in Trubschachen und Präsident des Vereins Berghof Stärenegg in Trubschachen.